# Gunung Aluepancdreh
Gunung Aluepancdreh är ett berg i Indonesien.   Det ligger i provinsen Aceh, i den västra delen av landet, 1 600 km nordväst om huvudstaden Jakarta. Toppen på Gunung Aluepancdreh är 1 290 meter över havet, eller 279 meter över den omgivande terrängen. Bredden vid basen är 2,6 km.
Terrängen runt Gunung Aluepancdreh är kuperad åt sydväst, men åt nordost är den bergig. Runt Gunung Aluepancdreh är det ganska glesbefolkat, med 39 invånare per kvadratkilometer. I omgivningarna runt Gunung Aluepancdreh växer i huvudsak städsegrön lövskog.